# Liste des matchs de l'équipe de Namibie de football par adversaire
Cette liste présente les matchs de l'équipe de Namibie de football par adversaire rencontré.
- Haut – A
- B
- C
- D
- E
- F
- G
- H
- I
- J
- K
- L
- M
- N
- O
- P
- Q
- R
- S
- T
- U
- V
- W
- X
- Y
- Z

## A

### Afrique du Sud

#### Confrontations
Confrontations entre la Namibie et l'Afrique du Sud en matches officiels :
|    | Date            | Lieu           | Match                    | Score         | Compétition                                  |
| -- | --------------- | -------------- | ------------------------ | ------------- | -------------------------------------------- |
| 1  | 24 janvier 1998 | Windhoek       | Namibie - Afrique du Sud | 3-2 (a. p.)   | Coupe COSAFA 1998 (qualifications)           |
| 2  | 16 février 1998 | Bobo-Dioulasso | Afrique du Sud - Namibie | 4-1           | Coupe d'Afrique des nations 1998 (gr. C)     |
| 3  | 31 juillet 1999 | Windhoek       | Namibie - Afrique du Sud | 1-1 (tab 4-1) | Coupe COSAFA 1999 (quart de finale)          |
| 4  | 16 août 2006    | Windhoek       | Namibie - Afrique du Sud | 0-1           | Match amical                                 |
| 5  | 3 mars 2010     | Durban         | Afrique du Sud - Namibie | 1-1           | Match amical                                 |
| 6  | 13 juillet 2013 | Lusaka         | Afrique du Sud - Namibie | 2-1           | Coupe COSAFA 2013 (quart de finale)          |
| 7  | 7 juillet 2017  | Saulspoort     | Afrique du Sud - Namibie | 1-0           | Coupe COSAFA 2017 (match pour la 5e place)   |
| 8  | 5 juin 2018     | Polokwane      | Namibie - Afrique du Sud | 1-4           | Coupe COSAFA 2018 (barrage pour la 5e place) |
| 9  | 28 juin 2019    | Le Caire       | Afrique du Sud - Namibie | 1-0           | Coupe d'Afrique des nations 2019 (gr. D)     |
| 10 | 5 Juillet 2023  | Saulspoort     | Afrique du Sud - Namibie | 1-1           | COUPE COSAFA (Groupe A)                      |
| 11 | 21 Janvier 2024 | Korhogo        | Afrique du Sud - Namibie | 4-0           | CAN 2024 (Groupe E)                          |

#### Bilan
- Total de matchs disputés : 11
- Victoires de la Namibie : 1
- Matchs nuls : 3
- Victoires de l'Afrique du Sud : 7
- Total de buts marqués par la Namibie :9
- Total de buts marqués par l'Afrique du Sud : 22

### Algérie
Confrontations entre l'équipe d'Algérie de football et l'Équipe de Namibie de football en matchs officiels
| Date             | Lieu              | Match             | Score | Compétition                                                      |
| 26 janvier 2001  | Alger, Algérie    | Algérie - Namibie | 1-0   | Tours préliminaires à la Coupe du monde de football 2002         |
| 30 juin 2001     | Windhoek, Namibie | Algérie - Namibie | 4-0   | Tours préliminaires à la Coupe du monde de football 2002         |
| 7 septembre 2002 | Windhoek, Namibie | Algérie - Namibie | 1-0   | Qualifications à la Coupe d'Afrique des nations de football 2004 |
| 20 juin 2003     | Blida, Algérie    | Algérie - Namibie | 1-0   | Qualifications à la Coupe d'Afrique des nations de football 2004 |

#### Bilan
- Total de matchs disputés : 4
- Victoires de la Namibie : 0
- Victoires de l'Algérie : 4
- Matchs nuls : 0

### Angola
| Date              | Lieu                        | Match            | Score | Compétition                                 |
| 4 septembre 1994  | Luanda Angola               | Angola - Namibie | 2-0   | Qualifications pour la Coupe d'Afrique 1996 |
| 8 avril 1995      | Windhoek Namibie            | Namibie - Angola | 2-2   | Qualifications pour la Coupe d'Afrique 1996 |
| 12 février 1998   | Bobo-Dioulasso Burkina Faso | Angola - Namibie | 3-3   | Coupe d'Afrique 1998                        |
| 30 mai 1998       | Windhoek Namibie            | Namibie - Angola | 1-1   | Match amical                                |
| 28 septembre 1999 | Luanda Angola               | Angola - Namibie | 1-0   | Match amical                                |
| 2 octobre 1999    | Windhoek Namibie            | Namibie - Angola | 1-1   | Match amical                                |
| 7 septembre 2003  | Luanda Angola               | Angola - Namibie | 2-0   | Match amical                                |
| 20 septembre 2003 | Windhoek Namibie            | Namibie - Angola | 1-3   | Match amical                                |
| 9 mai 2004        | Luanda Angola               | Angola - Namibie | 2-1   | Match amical                                |
| 27 Janvier 2024   | Bouaké Côte d'Ivoire        | Angola - Namibie | 3-0   | CAN 2024 (Deuxième Tour)                    |

#### Bilan
- Total de matchs disputés : 10
- Victoires de l'équipe d'Angola : 6
- Victoires de l'équipe de Namibie : 0
- Match nul : 4

## C

### Comores

#### Confrontations
Confrontations entre la Namibie et les Comores :
|   | Date            | Lieu     | Match             | Score | Compétition                                                                   |
| - | --------------- | -------- | ----------------- | ----- | ----------------------------------------------------------------------------- |
| 1 | 20 juillet 2008 | Secunda  | Comores - Namibie | 0-3   | Coupe COSAFA 2008 (gr. B)                                                     |
| 2 | 13 août 2017    | Moroni   | Comores - Namibie | 2-1   | Qualifications au Championnat d'Afrique des nations 2018 (zone Sud - 3e tour) |
| 3 | 20 août 2017    | Windhoek | Namibie - Comores | 2-0   | Qualifications au Championnat d'Afrique des nations 2018 (zone Sud - 3e tour) |

#### Bilan
Au 17 avril 2019 :
- Total de matchs disputés : 3
- Victoires de la Namibie : 2
- Matchs nuls : 0
- Victoires des Comores : 1
- Total de buts marqués par la Namibie : 6
- Total de buts marqués par les Comores : 2

### Côte d'Ivoire

#### Confrontations
Confrontations entre la Namibie et la Côte d'Ivoire en matches officiels :
|   | Date             | Lieu           | Match                   | Score | Compétition                                                  |
| - | ---------------- | -------------- | ----------------------- | ----- | ------------------------------------------------------------ |
| 1 | 11 décembre 1994 | Windhoek       | Namibie - Côte d'Ivoire | 2-1   | Match amical                                                 |
| 2 | 8 février 1998   | Bobo-Dioulasso | Côte d'Ivoire - Namibie | 4-3   | Coupe d'Afrique des nations 1998 (gr. C)                     |
| 3 | 24 janvier 1999  | Abidjan        | Côte d'Ivoire - Namibie | 3-0   | Qualifications à la Coupe d'Afrique des nations 2000 (gr. 3) |
| 4 | 5 juin 1999      | Windhoek       | Namibie - Côte d'Ivoire | 1-1   | Qualifications à la Coupe d'Afrique des nations 2000 (gr. 3) |
| 5 | 14 janvier 2018  | Marrakech      | Côte d'Ivoire - Namibie | 0-1   | Championnat d'Afrique des nations 2018 (gr. B)               |
| 6 | 1er juillet 2019 | Le Caire       | Namibie - Côte d'Ivoire | 1-4   | Coupe d'Afrique des nations 2019 (gr. D)                     |

#### Bilan
Au 3 juillet 2019 :
- Total de matchs disputés : 6
- Victoires de la Namibie : 2
- Matchs nuls : 1
- Victoires de la Côte d'Ivoire : 3
- Total de buts marqués par la Namibie : 8
- Total de buts marqués par la Côte d'Ivoire : 13

## M

### Maroc

#### Confrontations
Confrontations entre la Namibie et le Maroc en matches officiels :
|   | Date            | Lieu          | Match           | Score | Compétition                                                        |
| - | --------------- | ------------- | --------------- | ----- | ------------------------------------------------------------------ |
| 1 | 17 juin 2000    | Windhoek      | Namibie - Maroc | 0-0   | Tours préliminaires à la Coupe du monde 2002 (zone Afrique, gr. 3) |
| 2 | 21 avril 2001   | Rabat         | Maroc - Namibie | 3-0   | Tours préliminaires à la Coupe du monde 2002 (zone Afrique, gr. 3) |
| 3 | 17 octobre 2007 | Tanger        | Maroc - Namibie | 2-0   | Match amical                                                       |
| 4 | 21 janvier 2008 | Accra         | Maroc - Namibie | 5-1   | Coupe d'Afrique des nations 2008 (gr. A)                           |
| 5 | 12 janvier 2013 | Johannesbourg | Namibie - Maroc | 1-2   | Match amical                                                       |
| 6 | 27 janvier 2018 | Casablanca    | Maroc - Namibie | 2-0   | Championnat d'Afrique des nations 2018 (quart de finale)           |
| 7 | 23 juin 2019    | Le Caire      | Maroc - Namibie | 1-0   | Coupe d'Afrique des nations 2019 (gr. D)                           |

#### Bilan
Au 30 juin 2019 :
- Total de matchs disputés : 7
- Victoires de la Namibie : 0
- Matchs nuls : 1
- Victoires du Maroc : 6
- Total de buts marqués par la Namibie : 2
- Total de buts marqués par le Maroc : 15

### Mali
| Date             | Place    | Match          | Score | Compétition            |
| ---------------- | -------- | -------------- | ----- | ---------------------- |
| 13 Novembre 2020 | Bamako   | Mali - Namibie | 1-0   | Qualification CAN 2021 |
| 17 Novembre 2020 | Windhoek | Namibie - Mali | 1-2   | Qualification CAN 2021 |
| 24 Janvier 2024  | Korhogo  | Namibie - Mali | 0-0   | CAN 2024 (Groupe E)    |

### Maurice
| Date           | Lieu           | Match             | Score | Compétition       |
| 7 juin 1990    | Namibie        | Namibie - Maurice | 1-2   | Match amical      |
| 8 avril 2001   | Maurice        | Maurice - Namibie | 1-0   | Coupe COSAFA 2001 |
| 6 juillet 2013 | Lusaka, Zambie | Namibie - Maurice | 2-1   | Coupe COSAFA 2013 |

#### Bilan
- Total de matchs disputés : 3
- Victoires de l'équipe de Maurice : 2
- Victoires de l'équipe de Namibie : 1
- Matchs nuls : 0

## S

### Sénégal
| Date             | Lieu     | Match             | Score | Compétition                                |
| 10 mars 2001     | Dakar    | Sénégal - Namibie | 4-0   | Qualifications pour la coupe du monde 2002 |
| 21 juillet 2001  | Windhoek | Namibie - Sénégal | 0-5   | Qualifications pour la coupe du monde 2002 |
| 12 janvier 2008  | Dakar    | Sénégal - Namibie | 3-1   | Match amical                               |
| 5 septembre 2015 | Windhoek | Namibie - Sénégal | 0-2   | Qualifications pour la CAN 2017            |
| 3 septembre 2016 | Dakar    | Sénégal - Namibie | 2-0   | Qualifications pour la CAN 2017            |

#### Bilan
- Total de matchs disputés :  5
- Victoires de l'équipe du Sénégal : 5
- Victoires de l'équipe de Namibie : 0
- Matchs nuls : 0

### Seychelles
| Date            | Lieu                     | Match                | Score         | Compétition                             |
| 8 avril 2000    | Roche Caïman, Seychelles | Seychelles - Namibie | 1-1           | Qualifications à la Coupe du monde 2002 |
| 22 avril 2000   | Windhoek, Namibie        | Namibie - Seychelles | 3-0           | Qualifications à la Coupe du monde 2002 |
| 22 juillet 2006 | Windhoek, Namibie        | Namibie - Seychelles | 1-1 (2-4 tab) | Coupe COSAFA 2006                       |
| 8 juillet 2013  | Lusaka, Zambie           | Namibie - Seychelles | 4-2           | Coupe COSAFA 2013                       |

#### Bilan
- Total de matchs disputés :  4
- Victoires de l'équipe des Seychelles : 0
- Victoires de l'équipe de Namibie : 2
- Matchs nuls : 2

### Tunisie
| Date         | place                   | Match              | Score | Compétition             |
| ------------ | ----------------------- | ------------------ | ----- | ----------------------- |
| 5 Avr 1997   | Windhoek, Namibie       | Namibie - Tunisie  | 1-2   | FIFA 1998 Qualification |
| 16 Août 1997 | Tunis -Tunisie          | Tunisie vs Namibie | 4-0   | FIFA 1998 Qualification |
| 16 Jan 2024  | Korhogo - Côte d'Ivoire | Tunisie vs Namibie | 0-1   | CAN 2024 (Groupe E)     |